# مقسم (تخت بندر عباس)
مقسم (بالفارسية: مقسم) هي قرية تقع في إيران في قسم تخت الريفي. يقدر عدد سكانها بـ 310 نسمة بحسب إحصاء 2016.